# Estació de ferrocarril de Beira
L'Estació de ferrocarril de Beira és una estació de ferrocarril a Beira, Moçambic, un edifici modernista projectat pels arquitectes portuguesos Afonso Garizo do Carmo, Francisco de Castro i Paulo de Melo Sampaio i inaugurat l'1 d'octubre de 1966. Actualment és la terminal dels serveis ferroviaris dels CFM-Centro i acull també serveis administratius de l'empresa.
Un projecte anterior, elaborat entre 1930 e 1938, no va anar més enllà dels fonaments degut a les dificultats financeres.